# Hemidendroides ledereri
Hemidendroides ledereri is een keversoort uit de familie vuurkevers (Pyrochroidae). De wetenschappelijke naam van de soort is voor het eerst geldig gepubliceerd in 1869 door Ferrari.